# Bahnstrecke Toszek–Rudziniec Gliwicki
| Streckennummer: | 153                  |                                                         |                                                         |
| Streckenlänge: | 19,426 km            |                                                         |                                                         |
| Spurweite: | 1435 mm (Normalspur) |                                                         |                                                         |
| Stromsystem: | 3 kV =               |                                                         |                                                         |
| Streckengeschwindigkeit: | 60 km/h              |                                                         |                                                         |
| Zweigleisigkeit: | ehemals              |                                                         |                                                         |
| |                      |                                                         |                                                         |
| \| \| \| von Lubliniec (Lublinitz) \| \| \| \| 0,000 \| Toszek Północ \| 252 m \| \| \| \| \| \| \| \| \| nach Pyskowice (Peiskretscham) \| \| \| \| \| \| \| \| \| \| Strzelce Opolskie–Pyskowice und Toszek Północ–Pyskowice \| \| \| \| \| Landesstraße 40 \| \| \| \| \| Kanał Gliwicki (Gleiwitzer Kanal) \| \| \| \| \| Oberschlesische Sandbahn von Pyskowice \| \| \| \| 12,254 \| Kanał \| 208 m \| \| \| \| Autobahn 4 \| \| \| \| \| Oberschlesische Sandbahn nach Kotlarnia \| \| \| \| \| von Gliwice (Gleiwitz) \| \| \| \| \| \| \| \| \| 19,426 \| Rudziniec Gliwicki (Rudzinitz/Rudgershagen) \| 208 m \| \| \| \| nach Kędzierzyn-Koźle (Kandrzin) \| \| |                      |                                                         |                                                         |
| Strecke |                      | von Lubliniec (Lublinitz)                               | von Lubliniec (Lublinitz)                               |
| Dienststation / Betriebs- oder Güterbahnhof | 0,000                | Toszek Północ                                           | 252 m                                                   |
| Strecke von links (außer Betrieb) · Abzweig geradeaus und ehemals nach rechts |                      |                                                         |                                                         |
| Kreuzung geradeaus oben (Strecke geradeaus außer Betrieb) · Abzweig geradeaus und nach rechts |                      | nach Pyskowice (Peiskretscham)                          | nach Pyskowice (Peiskretscham)                          |
| Strecke nach links (außer Betrieb) · Abzweig geradeaus und ehemals von rechts |                      |                                                         |                                                         |
| Kreuzung geradeaus oben |                      | Strzelce Opolskie–Pyskowice und Toszek Północ–Pyskowice | Strzelce Opolskie–Pyskowice und Toszek Północ–Pyskowice |
| Bahnübergang |                      | Landesstraße 40                                         | Landesstraße 40                                         |
| Brücke über Wasserlauf |                      | Kanał Gliwicki (Gleiwitzer Kanal)                       | Kanał Gliwicki (Gleiwitzer Kanal)                       |
| Strecke · Strecke von links |                      | Oberschlesische Sandbahn von Pyskowice                  | Oberschlesische Sandbahn von Pyskowice                  |
| Blockstelle · Blockstelle | 12,254               | Kanał                                                   | 208 m                                                   |
| Strecke mit Straßenbrücke · Strecke mit Straßenbrücke |                      | Autobahn 4                                              | Autobahn 4                                              |
| Strecke · Strecke nach links |                      | Oberschlesische Sandbahn nach Kotlarnia                 | Oberschlesische Sandbahn nach Kotlarnia                 |
| Strecke von links · Kreuzung geradeaus unten |                      | von Gliwice (Gleiwitz)                                  | von Gliwice (Gleiwitz)                                  |
| Strecke nach links · Abzweig geradeaus und von rechts |                      |                                                         |                                                         |
| Bahnhof | 19,426               | Rudziniec Gliwicki (Rudzinitz/Rudgershagen)             | 208 m                                                   |
| Abzweig geradeaus und ehemals nach links · Strecke von rechts (außer Betrieb) |                      | nach Kędzierzyn-Koźle (Kandrzin)                        | nach Kędzierzyn-Koźle (Kandrzin)                        |

Die Bahnstrecke Toszek–Rudziniec Gliwicki ist eine nur dem Güterverkehr dienende elektrifizierte und eingleisige, ehemals zweigleisige, Eisenbahnstrecke in der polnischen Woiwodschaft Schlesien.

## Verlauf und Zustand

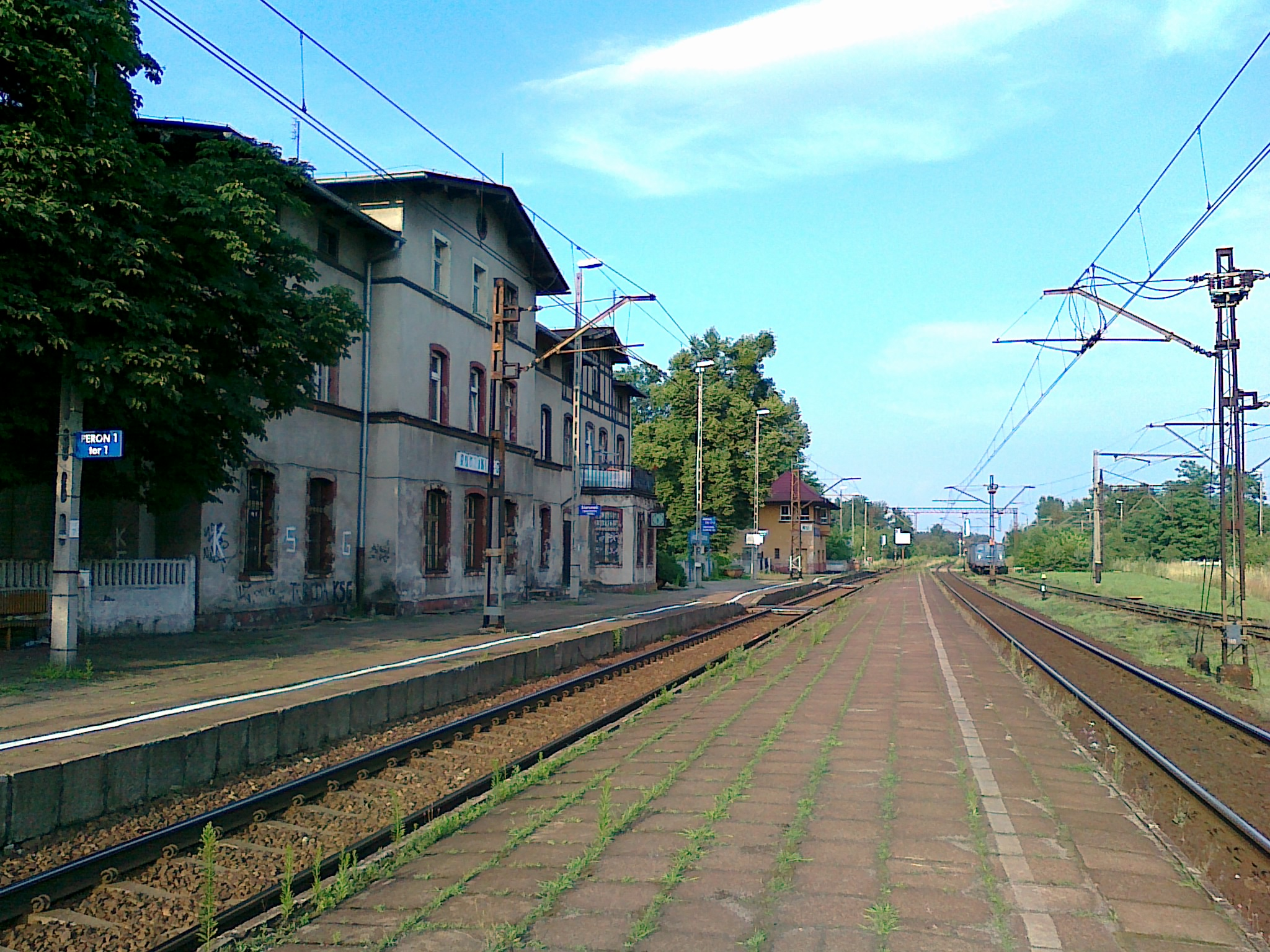
Bahnhof Rudziniec Gliwicki (2013)

Die Strecke beginnt im Bahnhof Toszek Północ an der Bahnstrecke Pyskowice–Lubliniec und verläuft südwestwärts zum Bahnhof Rudziniec Gliwicki an der Bahnstrecke Katowice–Legnica.
Die Strecke ist mit drei Kilovolt Gleichspannung elektrifiziert und zweigleisig, wobei das zweite Gleis größtenteils unbefahrbar ist. Die zulässige Höchstgeschwindigkeit beträgt für Personen- und Güterzüge sechzig Kilometer pro Stunde.

## Geschichte
Die Strecke wurde 1975 von den Polnischen Staatseisenbahnen eröffnet und bis zum 13. Februar 1976 elektrifiziert. Personenverkehr wird nicht betrieben.